# Buchenwälder zwischen Florstadt und Altenstadt
Buchenwälder zwischen Florstadt und Altenstadt este o arie protejată (arie specială de conservare — SAC, sit de importanță comunitară — SCI) din Germania întinsă pe o suprafață de 1.185,37 ha, integral pe uscat.

## Localizare
Centrul sitului Buchenwälder zwischen Florstadt und Altenstadt este situat la coordonatele 50°17′29″N 8°53′08″E / 50.2914°N 8.8856°E.

## Înființare
Situl Buchenwälder zwischen Florstadt und Altenstadt a fost declarat sit de importanță comunitară în noiembrie 2004 pentru a proteja 2 specii de animale. Situl a fost protejat și ca arie specială de conservare în martie 2008.

## Biodiversitate
Situată în ecoregiunea continentală, aria protejată conține 4 habitate naturale: Lacuri eutrofice naturale cu vegetație de tip Magnopotamion sau Hydrocharition, Păduri de fag Luzulo-Fagetum, Păduri de fag Asperulo-Fagetum, Păduri aluvionare cu Alnus glutinosa și Fraxinus excelsior (Alno-Padion, Alnion incanae, Salicion albae).
La baza desemnării sitului se află mai multe specii protejate:
- amfibieni (1): triton cu creastă (Triturus cristatus)
- nevertebrate (1): rădașcă (Lucanus cervus)